# Bipolaricaulota
Bipolaricaulota o Acetothermia es un filo Candidatus de bacterias recientemente propuesto con características termófilas y quimiolitoautotróficas. Previamente se conocía como filo candidato OP1. Constituye también uno de los grupos que han sido encontrados en ambientes hipersalinos. Se caracterizan por su capacidad de asimilación de glicina betaína en acetato y trimetilamina. Los análisis filogenéticos sugieren que Acetothermia esta probablemente relacionado con Thermotogota. Algunos modelos de evolución celular recientemente propuestos consideran a las fuentes hidrotermales alcalinas como el escenario evolutivo de la vía  acetil-CoA de fijación del CO2 y el metabolismo intermediario central que conduce a la síntesis de los componentes de purinas y pirimidinas. Por otra parte, se ha propuesto que la acetogenesis y metanogénesis habilitadas por esta vía constituyen las formas ancestrales de metabolismo en los primeros antepasados de vida libre de bacterias y arqueas.